# عبد الصادق بن عيسى
عبد الصادق بن عيسى (1961 – 2024) هو كاتب وإذاعي مغربي ورئيس إذاعة البحر الأبيض المتوسط الدولية، عُرف بأسلوبه المتميز في سرد القصص البوليسية في الإذاعات المغربية.

## النشأة
وُلد عبد الصادق بن عيسى سنة 1961 في مدينة الدار البيضاء، هناك ترعرع طفلًا، كان شغوفًا بمجال الإعلام منذ صغر سنه، حيث كان يتابع البرامج الإذاعية والتلفزيونية وكان يحلم بأن يصبح جزءًا من عالم الإعلام.
تلقى بن عيسى تعليمه الإبتدائي والثانوي بمدينة الدار البيضاء، وبعد حصوله على شهادة الباكالوريا، اختار الالتحاق بالمعهد العالي للإعلام والاتصال، حيث كان يؤمن بأن هذا المجال هو المناسب لتحقيق طموحاته المستقبلية.

## مسيرته المهنية
بعد تخرجه من المعهد، بدأت رحلة بن عيسى في عالم الإعلام بخطى ثابتة وواثقة، حيث كان يعمل بجد على صقل مهاراته وتطوير قدراته، إلى أن التحق عبد الصادق بإذاعة البحر الأبيض المتوسط الدولية سنة 1981 عن سن يناهز عشرين سنة. وتعلم فيها أسس العمل الإذاعي، إلى أن اقترحت عليه المؤسسة برنامج «ملفات بوليسية»، الذي يعتمد على مذكرات العميد عبد اللطيف بوحموش، والتي تتضمن قضايا سبق له أن تعاطى معها وكان شاهدًا عليها. تميز بن عيسى بطريقته المميزة في السرد ما مكنه من جذب المستمعين من خلال سرد القصص البوليسية بأسلوب مشوق، الأمر الذي جعله من أشهر الأصوات الإذاعية في المغرب.

## برامجه
- ملفات بوليسية
- هاربون
- مهمشون
- وجوه من الظل[9]
- لحظات من التاريخ

## وفاته
توفي عبد الصادق بن عيسى عن عمر ناهز 63 سنة يوم الأحد 26 مايو 2024، بعد صراع مع المرض. وقد نعى العديد من الإعلاميين والمثقفين في المغرب رحيل بن عيسى، معبرين عن حزنهم لفقدان قامة إعلامية كبيرة ساهمت بشكل كبير في إثراء الساحة الاعلامية المغربية.